# Emmering, Landkreis Fürstenfeldbruck
Emmering är en kommun och ort i Landkreis Fürstenfeldbruck i Regierungsbezirk Oberbayern i förbundslandet Bayern i Tyskland.